# Temmie Ovwasa
Temmie Ovwasa, conocide popularmente como princesa YBNL, (Ilorin, 29 de noviembre de 1996) es una cantante, compositora y artista nigeriana. Firmó un contrato discográfico con YBNL Nation en agosto de 2015 pero dejó el sello en 2020 tras un desacuerdo con el propietario del sello, Olamide. Ovwasa es abiertamente lesbiane y persona no-binaria y en 2020 lanzó el primer álbum abiertamente gay en Nigeria.

## Biografía
Ovwasa nació el 29 de noviembre de 1996 en Ilorin, de madre del Estado de Osun y de padre del Estado de Delta. Fue a la escuela primaria en Grace Christian Schools y a la secundaria en Dalex Royal College, ambas en el estado de Ilorin Kwara. Estudió Anatomía Médica en la Universidad Tecnológica de Ladoke Akintola.

## Carrera musical
Comenzó a cantar con ocho años, momento en el que escribió su primera canción y formó parte del coro de su iglesia. Debido a su talento musical, su madre le regaló su primera guitarra cuando tenía sólo 12 años. Saltó a la fama en 2015 cuando Olamide se acercó a elle a través de Instagram y luego firmó con el sello discográfico YBNL, lo que le valió el nombre de princesa YBNL, dejando YBNL tras un desacuerdo con el jefe del sello.

## Discografía
- E be like say dem swear for me  (2020)[17]